# Wagenrennen

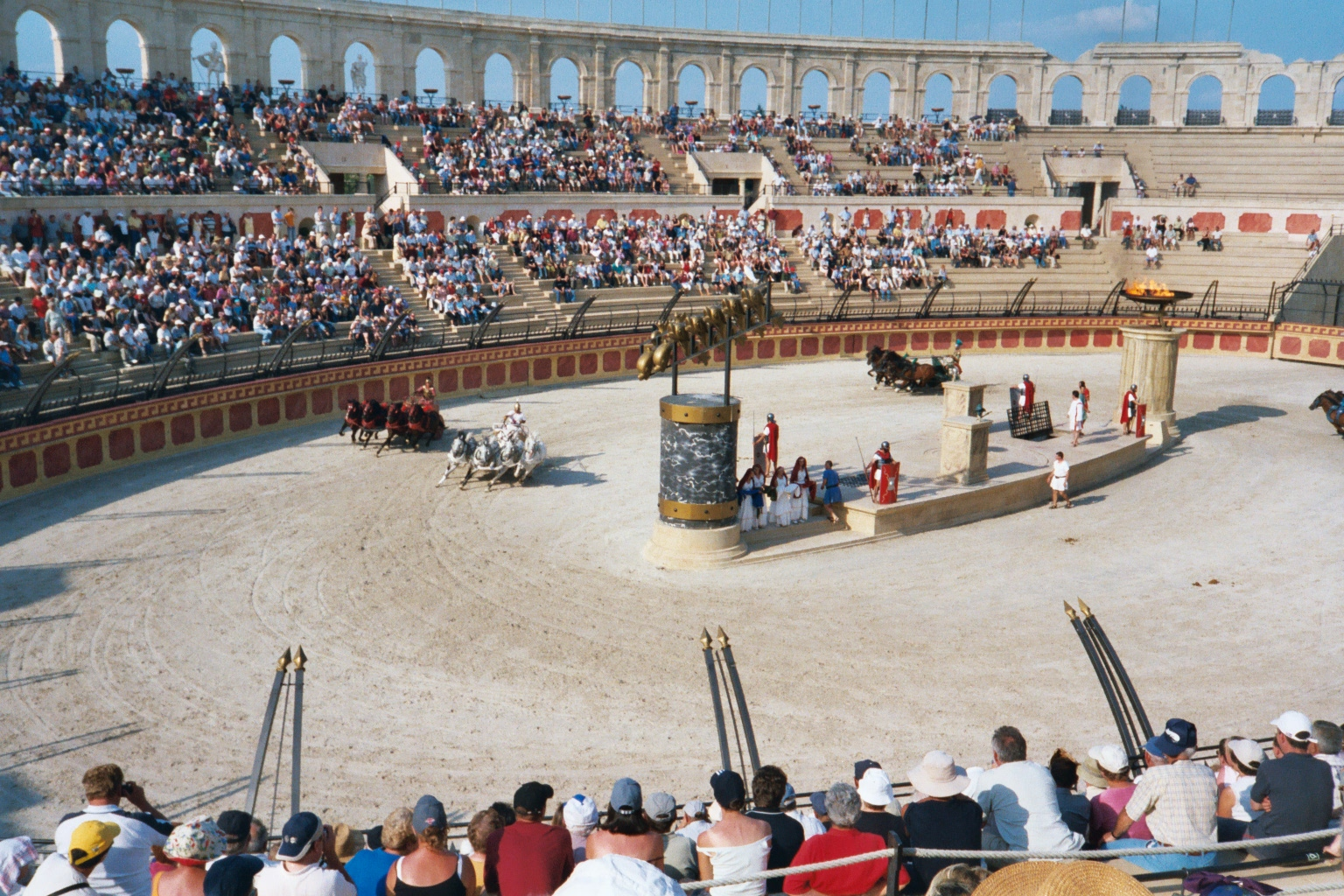
Een moderne heropvoering van wagenrennen in het Franse historische attractiepark Puy du Fou

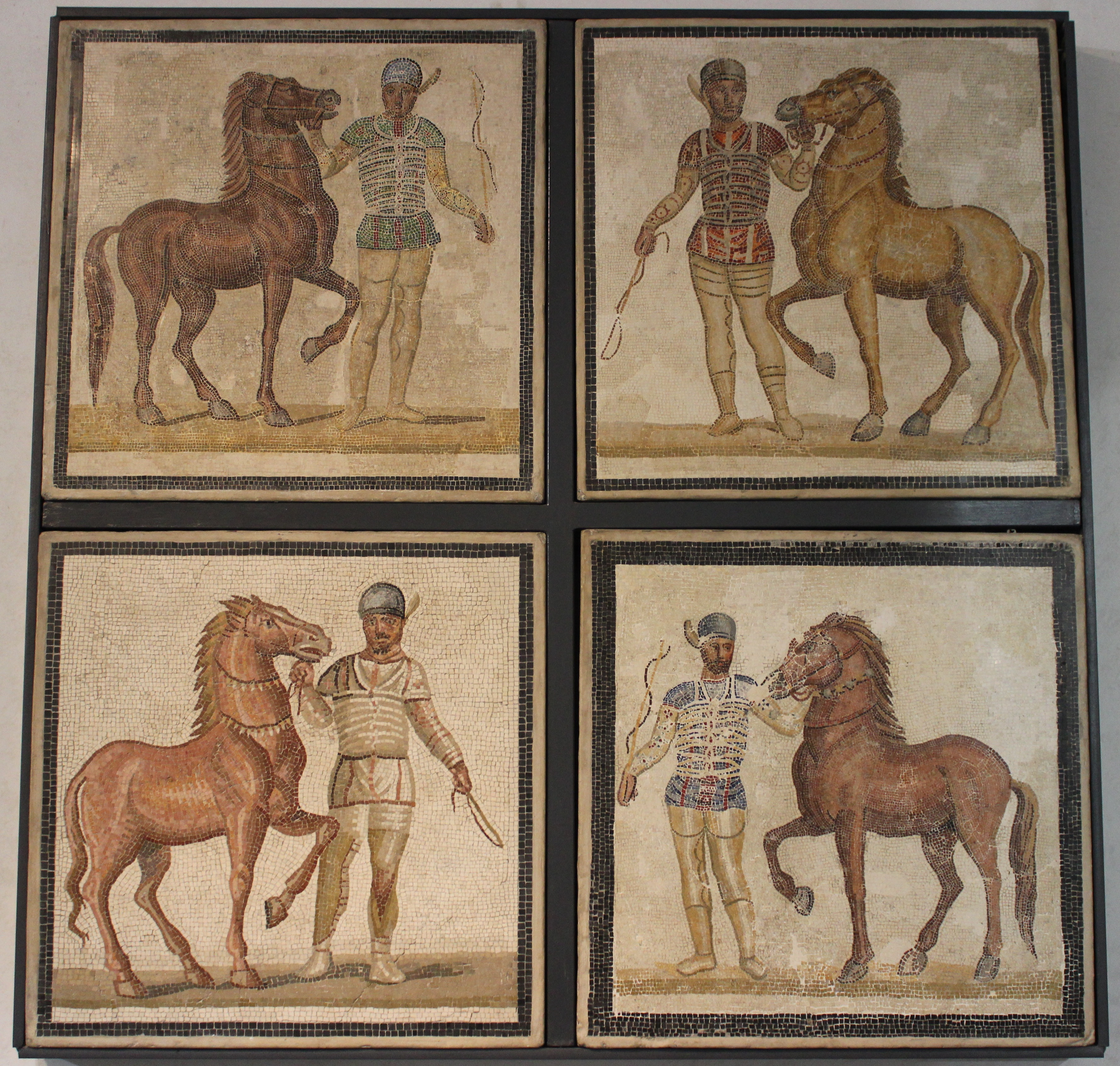
Van linksboven naar rechtsonder de Romeinse teams: de groenen, de roden, de witten en de blauwen

Wagenrennen (Oudgrieks: ἁρματοδρομία / harmatodromía, Latijn: ludi circenses, circusspelen) behoorden tot de populairste Oudgriekse, Romeinse en Byzantijnse sporten. Wagenrennen waren een gevaarlijke sport waarbij zowel de wagenmenner als de paarden vaak ernstig letsel opliepen tot zelfs de dood aan toe. De combinatie van sport, sensatie en de mogelijkheden tot gokken, genereerde een groot enthousiasme bij supporters. In de klassieke Olympische Spelen, maar ook in de andere Panhelleense Spelen waren de wagenrennen een van de belangrijkste hippische evenementen. De rennen werden gehouden in een langwerpige baan, die de Grieken hippodroom en de Romeinen circus noemden.
In de Romeinse vorm van de wagenrennen vertegenwoordigden de vier teams (de witten, de roden, de groenen en de blauwen) verschillende groepen van financiers en sponsors, die elkaar soms bekampten voor de diensten van bijzonder getalenteerde jockeys. Deze teams trokken in de loop der eeuwen steeds fanatiekere supporters. Soms braken er zelfs onlusten uit tussen aanhangers van de verschillende facties. Deze conflicten werden, naarmate het belang van de sport in zijn geheel groter werd dan de afzonderlijke races, steeds verder gepolitiseerd en begonnen de samenleving in zijn algemeenheid zelfs te beïnvloeden. Dit helpt te verklaren waarom Romeinse en later Byzantijnse keizers de controle over de teams naar zich toe probeerden te trekken en dat bij deze pogingen door de keizer veel ambtenaren werden aangesteld, die tot taak hadden de activiteiten van de diverse facties in goede banen te leiden.
De sport nam in de Westerse wereld na de Val van het West-Romeinse Rijk sterk in belang af. In het Byzantijnse Rijk bleven de wagenrennen nog een tijd zeer populair. Twee van de traditionele Romeinse facties, de groenen en de blauwen, bleven een zeer prominente rol in de samenleving spelen. Na een incident, waarin zowel aanhangers van de groenen als de blauwen ter dood werden veroordeeld, bundelden zij in 532 zij hun krachten tegen keizer Justinianus I. Deze tijdelijke samenwerking mondde uit in het Nika-oproer. Na dagen van plunderingen en brandstichtingen wisten troepen, geleid door de generaals Belisarius en Mundus vele duizenden aanhangers van de groenen en de blauwen in het hippodroom van Constantinopel in te sluiten. Daar werden deze dicht opeengepakte supporters door Herulische en Hunse troepen aan mootjes gehakt. Na deze dramatische gebeurtenis boette de wagenrensport geleidelijk aan in belang in.

## Verder lezen
- Meijer, F. (2004): Wagenrennen. Spektakelshows in Rome en Constantinopel, Amsterdam